# Cypoides chinensis
Cypoides chinensis là một loài bướm đêm thuộc họ Sphingidae. Nó được tìm thấy ở miền nam Trung Quốc và Đài Loan, phía nam đến miền núi miền bắc Việt Nam và đông bắc Thái Lan.
Sải cánh dài 38–43 mm. Nó gần giống loài Cypa decolor, nhưng cánh sau rộng hơn và phía dưới cánh sau có màu đỏ nâu và màu nhạt hơn.
Có một lứa một năm in Hong Kong Cá thể trưởng thành mọc cánh từ tháng 1 đến tháng 3. Tuy nhiên, nó xuất hiện rằng trong một vài năm một số con trưởng thành sẽ bay một lần nữa vào tháng 9 và tháng 10. Có hai lứa trưởng thành một năm in phần phía bắc của khu vực.